# Slaget om Kreta
Slaget om Kreta også kaldet operation Merkur var en militær konflikt under 2. verdenskrig.

## Baggrund
Efter den tyske hærs sejre i Nordafrika beherskede aksemagterne nu hele kyststrækningen indtil Egypten. I løbet af april måned 1941 var det lykkedes at besætte både Jugoslavien og Grækenland. Hitler fandt, at tiden var inde til at erobre flybaser i den østlige del af Middelhavet, hvorfra de Allierede kunne true de store olieforekomster i Rumænien. Desuden kunne Kreta fungere som springbræt for den tyske fremrykning mod Suez – og siden mod Indien. Tidspunktet blev fastsat til den 17. maj 1941. Ganske vist havde Tyskland travlt med at forberede den forestående offensiv mod Rusland, men Hitler anså det ikke for noget stort problem at indtage Kreta med anvendelse af faldskærmsjægere. De allierede havde en styrke på cirka 20.000 soldater – mest australiere og newzealændere. Den store ø skulle forsvares med bare 35 flyvemaskiner og 68 luftværnskanoner.
Den 28. marts 1941 var general Freyberg, chef for den newzealandske korps, ankommet til Kreta. Og inden han havde fået set sig om, havde han fået tillagt kommandoen over de britiske tropper på øen samt den græske milits. Freyberg var den 7. chef i løbet af mindre end ½ år. Sidst i april blev de allierede klar over tyskernes hensigter ud fra dechifrerede meddelelser fra Enigma. Selv om Churchill udtrykte sig skeptisk med hensyn til at modstå et tysk angreb fra luften og havet, måtte man for enhver pris sikre sig mod, at tyskerne fik en base, hvorfra man kunne starte en offensiv i Mellemøsten. I håb om selv at kunne udnytte flyvepladserne på Kreta undlod man at ødelægge startbanerne, men nøjedes med at blokere dem. Dette kom desværre ikke til at umuliggøre landsætning af de tyske styrker.
Det var umuligt for englænderne at skaffe svært artilleri til øen, men det lykkedes dog at få sejlet 16 lette og 6 mellemtunge kampvogne til øen. Freyberg ønskede også at få fly til rådighed, men en permanent udstationering af jagere ville chefen for RAF ikke gå med til. Tabene fra det græske fastland havde været for store.
Tyskerne havde ligeledes store forsyningsproblemer. For eksempel skulle 3,6 millioner liter brændstof frem i almindelige tromler. Den konvoj, som skulle være nået frem til Kreta, blev tvunget tilbage af den britiske flåde. Hertil kom, at den tyske ledelse groft undervurderede de britiske styrker, da camoufleringen havde været fremragende. Endvidere regnede den tyske ledelse med, at befolkningen ville tvinge englænderne til at forlade øen. Men det skulle vise sig, at kretenserne kæmpede som løver for deres ø. På et tidspunkt sendte Der Führer dette telegram til general General Kurt Student, hvis hovedkvarter var opslået på Hotel Grande Bretagne i Athen: "Frankrig faldt på 8 dage. Hvorfor er Kreta stadig frit?"

### Den tyske strategi
Den tyske strategi var at erobre de 3 vigtigste flyvepladser samt havnebyen Chania, da det ville gøre det umuligt for englænderne at sætte fly ind samt overføre tropper mellem de forskellige områder på øen.

## Slaget
Den 20. maj tidligt om morgenen rettedes de første bombardementer mod flyvepladserne Maleme og Herakleion. Dette angreb med Stukaer varede måske 10 minutter. Herefter fulgte en sværm af fly til landsætning af faldskærmstropper. Desværre for tyskerne var angrebet ikke så effektivt som forventet, og mange faldskærmsfolk blev skudt, inden de nåede jorden. Det anslås, at 60-70% mistede livet under landsætning. Mere end 8.000 faldskærmsjægere blev kastet ud over Kreta – dels fra Ju 52'ere, dels fra DFS 230-svævefly. Voldsom beskydning gjorde det vanskeligt at samle de tropper, som nåede jorden i live. En af de mere prominente tyske faldskærmssoldater var Max Schmeling – tysk verdensmester i sværvægtsboksning, indtil han tabte til Joe Louis. Han blev imidlertid såret, inden han landede, hvorefter han blev overført til et militærhospital og derfra sendt hjem til Tyskland. Sidst på eftermiddagen kom endnu en bølge af tyske kampfly, som beskød mål på jorden. Om aftenen var situationen den, at englænderne fortsat beherskede de 3 flyvepladser. Nu gjaldt det for tyskerne om at erobre i det mindste én flyveplads, så infanteri kunne landsættes. Det engelske forsvar var svagest i Maleme lidt vest for Chania. Den newzealandske oberstløjtnant Andrew gav ordre til tilbagetrækning i løbet af natten, da han erfarede, at han var uden forbindelse med hovedkvarteret – og det skulle vise sig at afgøre slaget om Kreta. Allerede den 21. maj begyndte de tyske Junker-maskiner at lande i Maleme med udstyr og ammunition.
Englænderne var klar over, at de var tyskerne underlegne i luften, men de håbede at kunne holde tyskerne stangen med deres flådestyrker. De første tyske konvojer forlod Piræus den 20. maj. Natten mellem den 20. og den 21. maj havde tyskerne lokaliseret en engelsk flådestyrke ud for Kretas nordkyst, og ved daggry satte de 8. flyvekorps ind. Tyskerne, som mente, at kysten var klar, sendte en konvoj af sted. Men konvojen blev slået tilbage med svære tab, og det var nu kritisk for tyskerne at bringe materiel frem til Kreta. Englænderne mistede både et antal destroyere samt 3 krydsere, så det var en dyrekøbt sejr. Den engelske admiral meldte til London, at man ikke var i stand til at forhindre de tyske konvojer i at nå frem til Kreta. Da mange kræfter var sat ind i jagten på Bismarck, var det ikke muligt at sende forstærkninger. Englænderne fortsatte operationerne til søs, med led svære tab på grund af manglende luftstøtte.
Den 23. maj angreb tyske bombefly Maleme flyvepladsen i et desperat forsøg på at vinde herredømmet i den vestlige del. Samtidig blev alle tyske reserver kastet ind i et stormløb mod Maleme. Desuden lod tyskerne faldskærmstropper rykke vestpå langs kysten og infanteriet rykke frem længere syd på over bjergene. Den 26. maj trængte tyskerne ind i de britiske stillinger øst for Chania, den 28. maj var de herre over hele kysten langs Souda bugten. Italienerne, som hidtil havde holdt sig pænt tilbage, blandede sig nu i kampen, da det var klart, hvem der ville vinde.
For englænderne gjaldt det nu om at få evakueret så stor en del af tropperne som muligt. Udskibningen skete fra den lille fiskerhavn Sfakia på sydkysten. Og efter umådelige lidelser lykkedes det at få udskibet cirka 17.000 mand. Slaget om Kreta havde kostet mere end 15.000 faldne på de allieredes side, mens tyskerne havde mistet cirka 6.500. I begyndelsen af maj 1941 flygtede kongen, Georg II, og regeringen fra Athen til Chania, men allerede sidst i juni måtte kongen forlade Kreta for at gå i eksil i Egypten.
De allierede frygtede at tyskerne ville starte en offensiv mod Cypern og derfra fortsætte mod Syrien, Irak og Iran. Men de tyske faldskærmstropper havde lidt så store tab på Kreta, at Hitler sagde til én af sine generaler: "Kreta har bevist, at operationer med faldskærmstropper ikke mere er tidssvarende.". Det er muligt, at de dårlige erfaringer fra dette slag en årsag til, at tyskerne ikke invaderede Malta i sommeren 1942.

## Partisankampen efter slaget
Som nævnt havde tyskerne regnet med, at den græske befolkning ville betragte tyskerne som befrielsestropper, der ville smide englænderne ud. I steder mødte de en heftig partisanaktivitet, som både kvinder og børn deltog i. Størsteparten af de voksne kretensiske mænd deltog i forsvaret af det græske fastland. En græsk militærlæge har udgivet sine erindringer om det tyske overfald. Han citerer en 60-årig partisan for denne bemærkning: "Vi kretensere har altid haft for skik at bære våben. Enhver af os havde sit eget gevær og vågede over det som over sit hjertes udvalgte. Men så kommer det gamle bæst til Metaxas, og da han er bange for, at man skal gøre oprør mod diktaturet, indfører han uden videre den bestemmelse, at det er en forbrydelse at have skydevåben. Nu kan man se resultatet. Her kommer de og angriber os i vore egne hjem, og vi har ikke engang noget, vi kan forsvare os med. Hvis vi bare havde haft vores geværer endnu, så sværger jeg på, at vi allerede ville have fået disse tyske svin kastet i havet." Det er en kendsgerning, at de græske og engelske militærmyndigheder blev belejret af kretensere, som tiggede og bad om våben.
Og de følgende 4 år ydede den kretensiske modstandsbevægelse forbitret modstand mod den tyske besættelsesmagt. Tyskerne reagerede med gruopvækkende gengældelsesaktioner. Som eksempel på denne kamp kan nævnes inskriptionen på en tysk epitaf ved indkørslen til Kandanos: "Som gengældelse for den bestialske nedslagtning af en faldskærmsjægerafdeling og en halv pionerafdeling, som bevæbnede mænd og kvinder har foretaget fra baghold, er Kandanos blevet ødelagt." Udover Kandanos blev også landsbyerne Skine og Prasse ødelagt som følge af tyske gengældelsesaktioner.
En af de mest dristige aktioner, som blev gennemført af partisanerne, var kidnapning af den tyske kommandant, general Kreipe. Han blev fra Iraklion ført tværs over Kreta forbi 22 afspærringer og endelig overført med ubåd til Cairo. 2 britiske officerer, Patrick Leigh Fermor og William Stanley Moss, deltog i aktionen. Moss skrev efterfølgende en bog om begivenhederne. Bogen blev efterfølgende filmatiseret med David Oxley som Moss og Dirk Bogarde som Fermor.
I juni 1944 drev tyskerne de 269 jøder på øen ind i synagogen i Chania og satte dem næste morgen på et skib. Destinationen var Auschwitz. Skibet blev torpederet og gik ned med sin ladning af jøder samt græske fanger.
På søfartsmuseet i Chania findes en udstilling, som omhandler Slaget om Kreta og især den græske modstandsbevægelses indsats. Museet ligger på molen i den venetianske havn. En mere omfattende udstilling findes på Municipal Museum of the Battle of Crete and the National Resistance. Museet blev oprettet i 1991 på 50-årsdagen for Slaget om Kreta. Det indeholder tusindvis af dokumenter, tegninger, våben med mere fra den periode. Kreta helligholder hvert år dagene 21. maj – 1. juni som minde om deres frihedskamp.

## Fodnoter
1. ↑  Gavin Long, 1953, Official Histories — Second World War Volume II – Greece, Crete and Syria (1st ed.), Canberra: Australian War Memorial, p. 210